# Гидроксид молибдена(III)
Гидроксид молибдена(III) — неорганическое соединение,
гидроксид молибдена с формулой Mo(OH)3,
чёрный порошок,
не растворяется в воде.

## Получение
- Осаждение щелочами солей молибдена(III):

{\displaystyle {\mathsf {MoCl_{3}+3NaOH\ {\xrightarrow {}}\ Mo(OH)_{3}\downarrow +3NaCl}}}

## Физические свойства
Гидроксид молибдена(III) образует чёрный порошок, не растворяется в воде.

## Химические свойства
- Разлагается при нагревании:

{\displaystyle {\mathsf {2Mo(OH)_{3}\ {\xrightarrow {T}}\ Mo_{2}O_{3}+3H_{2}O}}}
- Реагирует с щелочными водными растворами с выделением водорода:

{\displaystyle {\mathsf {Mo(OH)_{3}+H_{2}O\ {\xrightarrow {}}\ MoO(OH)_{3}+H_{2}\uparrow }}}